# Sumika Yamamoto
Sumika Yamamoto (山本鈴美香 Yamamoto Sumika?) nacida el 17 de junio de 1949 en Kōshū, Prefectura de Yamanashi, Japón. Es una mangaka japonesa, reconocida por crear el manga Ace wo Nerae!.

## Biografía
Yamamoto se caracteriza en dibujar manga shōjo (para chicas). Debuta en el año 1971 con una serie de manga llamado Sono Hitokoto ga ienakute. Después vendría su más popular trabajo, llamado Ace wo Nerae!. A partir de la década de los 80, Sumika Yamamoto desapareció de la escena del manga para dedicarse a cultivar su lado espiritual.

## Trabajos
- "Sono Hitokoto ga ienakute" ("Without saying that very single word")
- "Ace wo Nerae!" ("Aim for the ace!", Margaret 1972-1975, 1978-1980)
- "Kiss ni Goyoujin" ("With a kiss", Margaret, 1973)
- "Nanatsu no Eldorado" ("The seven Eldorados", Margaret, 1975-1977)
- "Hikkuri kaetta omocha bako" ("The toy that tumbled down", Margaret, 1978)
- "H2O! Zendai mimon!" ("¡H2O! ¡Unprecedent!", Margaret, 1979)
- "Ai no Ogonritsu" ( Shogakukan Lady Comics, 1 volumen, 1983)
- "Hakuran Seifuu" ("Cool breeze of knowledgement", issues 15,17 to 22 of Petit Flower 1983 - 1984)
- "Hayami Daisuke Funsenki" ("The fighter Hayami Daisuke", issue 16 Petit Flower, 2 volúmenes, 1983)
- "Koi Shichaou kana?" ("Love alphabet", Margaret, 1 volumen)